# Імператор Тьокей
Імператор Тьо́кей (яп. 長慶天皇, ちょうけいてんのう, тьокей тенно; 1343 — 27 серпня 1394) — 98-й Імператор Японії, синтоїстське божество, 3-й Імператор Південної династії. Роки правління: 29 березня 1368 — жовтень 1383.
З 1911 року в японській історіографії Імператори Південної династії почали вважатися представниками головної лінії Імператорського Дому, тому Імператор Тьокей став 98-м Імператором Японії. До того часу Імператори Північної династії розглядалися як законні спадкоємці Імператорського Дому, відповідно Імператор Тьокей називався лише 3-м Імператором Південної династії.

## Біографія
Син імператора Ґо-Муракамі й поетеси Какі Мон'ін. Замолоду звався принц Ютанарі. Після проведення церемонії гемпуку (повноліття) призначається очільником провінції Муцу. 1368 року після смерті батька посів трон. Переніс резиденцію до Сумійосі тайся у м.Сумійосі (тепер частини м.Осака). 1369 року значний військовик Кусунокі Масанорі та Окійосі, син принца Морійосі, перейшли на бік північного двору. За цих обставин не залишилося жодних талановитих полководців для відновлення війни з суперниками. Імператор вимушено переніс резиденцію до монастиря Конґодзі (в січасному м.Кавачі-Наґано) 1369 року перебрався до монастиря Конґодзі в Амано.
1371 року стрийко імператора — принц Канейосі — зазнав поразки від військ сьогунату, практично втративши о.Кюсю, але продовжив спротив до 1383 року. Того ж року війська Тьокея зазнали поразки біля замку Уріха, що належав Кусунокі Масанорі. 1373 року ворог на деякий час захопив імператорську резиденцію в Амано, після чого на бік Північного двору перейшов клан Хасімото. Такі події суттєво послабили Південний двір, де зростала кількість прихильників укладання миру з сьогунатом. 1379 року переніс резиденцію до монастиря Ейдзандзі (у сучасному м.Ґодзьо).  
1382 року на бік Південного двору перейшов Кусунокі Масанорі, який став одним з прихильників укладання миру з Північним двором. 1383 року імператор Тьокей вимушено зрікся трону на користь молодшого брата — принца Хіронарі, що став відомий як імператор Ґо-Камеяма, що очолював партію примирення з сьогунатом Муроматі. 1386 року відмовився від статусу відставного імператора.
1392 року угоди Мейтоку, за якою Ґо-Камеяма зрікся влади й визнав імператором Ґо-Комацу перебрався до Йосіно, де помер 1394 року.
Його поетичний стиль простий і належить до школи Нідзьо традиції Дайкакудзі. Окрім «Ґохякубан ута-авасе» (Конкурс п’ятисот віршів) у 1375 році та «Сенсю вака» (Тисяча віршів) у 1376 році (залишилося 322 вірші), він має 53 вірші, зібрані в антології «Сіньо вака-сю». Склав також «Сенґеньсьо» — коментар до Повісті про Ґендзі, а також коментарі до «Мен-цзі», «Уншу Орай», «Тайкі» (щоденника Фудзівара но Йорінаґи).

## Генеалогічне дерево
|  |  | (96) Ґо-Дайґо | (96) Ґо-Дайґо | (96) Ґо-Дайґо | (96) Ґо-Дайґо | (96) Ґо-Дайґо | (96) Ґо-Дайґо |  |  | Такайосі         | Такайосі | Такайосі | Такайосі | Такайосі | Такайосі |  |  |                 |                 |                 |                 |                 |                 |  |  |
|  |  | (96) Ґо-Дайґо | (96) Ґо-Дайґо | (96) Ґо-Дайґо | (96) Ґо-Дайґо | (96) Ґо-Дайґо | (96) Ґо-Дайґо |  |  | Такайосі         | Такайосі | Такайосі | Такайосі | Такайосі | Такайосі |  |  |                 |                 |                 |                 |                 |                 |  |  |
|  |  |               |               |               |               |               |               |  |  |                  |          |          |          |          |          |  |  |                 |                 |                 |                 |                 |                 |  |  |
|  |  |               |               |               |               |               |               |  |  | Йосійосі         |          |          |          |          |          |  |  |                 |                 |                 |                 |                 |                 |  |  |
|  |  |               |               |               |               |               |               |  |  |                  |          |          |          |          |          |  |  |                 |                 |                 |                 |                 |                 |  |  |
|  |  |               |               |               |               |               |               |  |  |                  |          |          |          |          |          |  |  |                 |                 |                 |                 |                 |                 |  |  |
|  |  |               |               |               |               |               |               |  |  | Морійосі         | Морійосі | Морійосі | Морійосі | Морійосі | Морійосі |  |  | Окійосі         | Окійосі         | Окійосі         | Окійосі         | Окійосі         | Окійосі         |  |  |
|  |  |               |               |               |               |               |               |  |  | Морійосі         | Морійосі | Морійосі | Морійосі | Морійосі | Морійосі |  |  | Окійосі         | Окійосі         | Окійосі         | Окійосі         | Окійосі         | Окійосі         |  |  |
|  |  |               |               |               |               |               |               |  |  |                  |          |          |          |          |          |  |  |                 |                 |                 |                 |                 |                 |  |  |
|  |  |               |               |               |               |               |               |  |  | Цунейосі         | Цунейосі | Цунейосі | Цунейосі | Цунейосі | Цунейосі |  |  | (98) Тьокей     | (98) Тьокей     | (98) Тьокей     | (98) Тьокей     | (98) Тьокей     | (98) Тьокей     |  |  |
|  |  |               |               |               |               |               |               |  |  | Цунейосі         | Цунейосі | Цунейосі | Цунейосі | Цунейосі | Цунейосі |  |  | (98) Тьокей     | (98) Тьокей     | (98) Тьокей     | (98) Тьокей     | (98) Тьокей     | (98) Тьокей     |  |  |
|  |  |               |               |               |               |               |               |  |  |                  |          |          |          |          |          |  |  |                 |                 |                 |                 |                 |                 |  |  |
|  |  |               |               |               |               |               |               |  |  | Нарійосі         | Нарійосі | Нарійосі | Нарійосі | Нарійосі | Нарійосі |  |  | (99) Ґо-Камеяма | (99) Ґо-Камеяма | (99) Ґо-Камеяма | (99) Ґо-Камеяма | (99) Ґо-Камеяма | (99) Ґо-Камеяма |  |  |
|  |  |               |               |               |               |               |               |  |  | Нарійосі         | Нарійосі | Нарійосі | Нарійосі | Нарійосі | Нарійосі |  |  | (99) Ґо-Камеяма | (99) Ґо-Камеяма | (99) Ґо-Камеяма | (99) Ґо-Камеяма | (99) Ґо-Камеяма | (99) Ґо-Камеяма |  |  |
|  |  |               |               |               |               |               |               |  |  |                  |          |          |          |          |          |  |  |                 |                 |                 |                 |                 |                 |  |  |
|  |  |               |               |               |               |               |               |  |  | (97) Ґо-Муракамі |          |          |          |          |          |  |  |                 |                 |                 |                 |                 |                 |  |  |
|  |  |               |               |               |               |               |               |  |  |                  |          |          |          |          |          |  |  |                 |                 |                 |                 |                 |                 |  |  |
|  |  |               |               |               |               |               |               |  |  |                  |          |          |          |          |          |  |  |                 |                 |                 |                 |                 |                 |  |  |
|  |  |               |               |               |               |               |               |  |  | Мунейосі         |          |          |          |          |          |  |  |                 |                 |                 |                 |                 |                 |  |  |
|  |  |               |               |               |               |               |               |  |  |                  |          |          |          |          |          |  |  |                 |                 |                 |                 |                 |                 |  |  |
|  |  |               |               |               |               |               |               |  |  |                  |          |          |          |          |          |  |  |                 |                 |                 |                 |                 |                 |  |  |
|  |  |               |               |               |               |               |               |  |  | Канейосі         |          |          |          |          |          |  |  |                 |                 |                 |                 |                 |                 |  |  |
|  |  |               |               |               |               |               |               |  |  |                  |          |          |          |          |          |  |  |                 |                 |                 |                 |                 |                 |  |  |